# Liste der Naturdenkmale in Wallscheid
Die Liste der Naturdenkmale in Wallscheid nennt die im Gemeindegebiet von Wallscheid ausgewiesenen Naturdenkmale (Stand 18. März 2024).

## Ehemalige Naturdenkmale
| Nr. | Bezeichnung | Lage                                                       | Beschreibung                                 | Bild                                    |
| --- | ----------- | ---------------------------------------------------------- | -------------------------------------------- | --------------------------------------- |
|     | Alte Eiche  | südlich des Ortes im Gewerbegebiet am Bahnhof Laufeld Lage | Quercus petraea; Rechtsverordnung aufgehoben | Direkt Bild zu diesem Denkmal hochladen |
|     | Dicke Buche | südöstlich des Ortes; Flur Theislai Lage                   | Fagus sylvatica; Rechtsverordnung aufgehoben | Direkt Bild zu diesem Denkmal hochladen |